# Лия Готти
Лия Готти (англ. Leah Gotti; настоящее имя — Рейган Брогдон, англ. Raegan Brogdon; род. 4 декабря 1996 года в Шермане, Техас, США) — американская порноактриса и модель ню.

## Карьера
Родилась 4 декабря 1996 года в городе Шерман, расположенного в округе Грейсон (штат Техас). Во время пребывания в средней школе она была капитаном команды по спортивной борьбе. После окончания школы Готти начала работать в ночном клубе в Далласе. Именно там, на одной из вечеринок, которые организовывал Exxxotica Convention, она участвует в конкурсе на лучший стриптиз и выигрывает титул «Мисс Exxxotica».
Начала свою карьеру в порноиндустрии в конце октября 2015 года со съёмок для сайта FTV Girls (под псевдонимом Фиона). Хотя мать и поддержала карьеру дочери, но отец полностью вычеркнул её из семьи.
Снимается для таких порностудий и сайтов, как Evil Angel, Mofos, Naughty America, Girlfriends Films, Digital Sin, Jules Jordan Video, New Sensations, Reality Kings и других.
В апреле 2016 года впервые исполнила анальный секс в фильме Anal Models 3 студии Tushy.
В том же году была объявлена как Honey of the Month и появилась на обложке августовского выпуска журнала Hustler.
В соревновании Оргазмические игры (англ. Orgasmic Games), организованное в августе 2016 года Adult Empire, занимает второе место (серебро) в категории «Бондаж» (за фильм Schoolgirl Bound 3).
В середине июля 2016 года была номинирована премией NightMoves Award как «Лучшая новая старлетка». В середине ноября того же года была номинирована премией XBIZ в следующих категориях: «Лучшая новая старлетка», «Лучшая сцена секса — пары» (за фильм Swingers Getaway), «Лучшая сцена секса — только девушки» (за фильм Soft Touch 2) и «Лучшая сцена секса — только секс» (за фильм Coming of Age 2).
Покинула порноиндустрию в 2016 году спустя восемь с лишним месяцев карьеры и снявшись в общей сложности в 100 порносценах и фильмах. После завершения карьеры вернулась в свой родной штат, где работала помощницей менеджера, банкет-гёрл, а также на некоторое время вернулась в колледж для обучения на парамедика.
В 2018 году появилась в качестве гостьи в христианском телешоу «Изменяя твой мир» Крефло Доллара.
В 2020 году возвращается в индустрию для взрослых, решив не использовать услуги агентств талантов и стать независимой исполнительницей с самостоятельным выбором проектов. В июне 2022 года Готти объявила о возвращении к съёмкам в лесбийских сценах.
С 2023 года занимается боксом. На турнире MF & DAZN: X Series 16, который был проведён 10 августа 2024 года в Майами, Готти выступила в женской лёгкой весовой категории против модели OnlyFans Эмбер Филдс. В результате боя Готти одержала победу техническим нокаутом в третьем раунде.

## Личная жизнь
Состояла в непостоянных отношениях с мужчиной, от которого в 2017 году у Рейган родилась дочь. В феврале 2019 года пара рассталась.
Проживает в Далласе, Техас.

## Награды и номинации
| Год  | Награда          | Результат | Категория                                                                          | Фильм                               |
| ---- | ---------------- | --------- | ---------------------------------------------------------------------------------- | ----------------------------------- |
| 2016 | NightMoves Award | Номинация | Лучшая новая старлетка                                                             | н/д                                 |
| 2017 | DVDerotik Award  | Номинация | Лучшая новая старлетка                                                             | н/д                                 |
| 2017 | DVDerotik Award  | Номинация | Тело года                                                                          | н/д                                 |
| 2017 | NightMoves Award | Номинация | Лучшее тело                                                                        | н/д                                 |
| 2017 | NightMoves Award | Номинация | Наиболее недооценённая исполнительница                                             | н/д                                 |
| 2017 | XBIZ Award       | Номинация | Лучшая новая старлетка                                                             | н/д                                 |
| 2017 | XBIZ Award       | Номинация | Лучшая сцена секса — пары (вместе с Деймоном Дайсом, Сетом Гэмблом и Софией Леоне) | Swingers Getaway                    |
| 2017 | XBIZ Award       | Номинация | Лучшая сцена секса — только девушки (вместе с Эльзой Джин)                         | Soft Touch 2                        |
| 2017 | XBIZ Award       | Номинация | Лучшая сцена секса — только секс (вместе с Джеймсом Дином)                         | Coming of Age 2                     |
| 2024 | AVN Award        | Номинация | Лучшая лесбийская сцена (вместе с Лекси Лор)                                       | Him or Me                           |
| 2025 | AVN Award        | Номинация | Мейнстрим-предприятие года                                                         | Misfits Boxing 16 (боксёрский матч) |
| 2025 | XMA Award        | Номинация | Лесбийская исполнительница года                                                    | н/д                                 |
| 2025 | XMA Award        | Победа    | Награда поклонников: любимая лесбийская исполнительница                            | н/д                                 |

## Избранная фильмография
| - 2016 — Amateur Introductions 22 - 2016 — Anal Models 3 - 2016 — Anal Threesomes - 2016 — Anikka’s Fuck-it List - 2016 — Coming of Age 2 - 2016 — Cute Little Things 3 - 2016 — Forbidden Affairs 6 — My Sister In Law - 2016 — Fresh Girls 3 - 2016 — Girls Girls Girls - 2016 — Glamour Solos 5 - 2016 — Interracial Fantasies - 2016 — Interracial Icon 3 | - 2016 — Mother Lovers Society 15 - 2016 — My Black Brother 2 - 2016 — My Sister Has A Tight Pussy 6 - 2016 — My Wife’s First Girlfriend - 2016 — Naughty Athletics 22 - 2016 — Super Cute 5 - 2016 — Swingers Getaway - 2017 — 2 Chicks Same Time 24 - 2017 — Model Behavior - 2017 — Teens Love Huge Cocks 19 - 2018 — Hell No! - 2018 — Lubed 6 |